# شعبان الصياد
الشيخ شعبان عبد العزيز الصياد (20 سبتمبر 1940 - 29 يناير 1998) قارئ قرآن مصري ويعد أحد أعلام هذا المجال البارزين، من مواليد قرية صراوة، مركز أشمون، محافظة المنوفية. حفظ القرآن الكريم في عمر السابعة ودرس في كلية أصول الدين التابعة ل جامعة الأزهر . التحق ب الإذاعة المصرية عام 1975م، وسافر لإحياء ليالي شهر رمضان في العديد من الدول، وعين قارئاً ل مسجد الشعراني في محافظة القاهرة .